# Wilgendwergspanner
De wilgendwergspanner (Eupithecia tenuiata) is een vlinder uit de familie van de spanners (Geometridae). 

## Kenmerken
De voorvleugellengte bedraagt tussen de 8 en 10 millimeter. De vleugels zijn grijsbruin met een middenstip en donkere vlekken langs de costa als voornaamste tekening. 

## Levenscyclus
De wilgendwergspanner gebruikt wilg, met name boswilg als waardplant. De rups is te vinden van maart tot mei. De rups leeft in de mannelijke katjes van de waardplant. De soort overwintert als ei. Er is jaarlijks één generatie, die vliegt van begin mei tot in september.

## Voorkomen
De soort komt verspreid van Europa voor, met uitzondering van het gebied rond de Middellandse Zee. De wilgendwergspanner is in Nederland en België een gewone soort. 